# National Museum of Racing and Hall of Fame
National Museum of Racing and Hall of Fame är ett museum i Saratoga Springs, New York. Museet samlar in och bevarar historien om galoppsport, och fungerar som en berömmelsehall för att hedra prestationerna hos tränare, jockeys, samt det engelska fullblodet.

## Historia
National Museum of Racing and Hall of Fame grundades 1951 i Saratoga Springs, då det tog upp ett enkelrum i Canfield Casino. Etableringen av museet stöddes bland annat av staden Saratoga Springs, Saratoga Racing Association, och olika anhöriga till sporten, som donerade olika konstverk och memorabilia. Det första föremålet i museets samling var en hästsko som bars av galopphästen Lexington.
Museet växte, och 1955 flyttades det till sin nuvarande plats på Union Avenue nära Saratoga Race Course. Runt denna tidpunkt började även induktioner i Hall of Fame. Nya invalda tillkännages varje vår, vanligtvis under samma vecka som Kentucky Derby körs, i början av maj.